# Sonic Youth
Sonic Youth američki je rock sastav, osnovan 1981. godine u New Yorku. 

## Sadašnji članovi
- Kim Gordon
- Thurston Moore
- Lee Ranaldo
- Steve Shelley

## Diskografija

### Albumi
- Confusion Is Sex (1983.)
- Bad Moon Rising (1985.)
- Made in USA (1986.)
- EVOL (1986.)
- Sister (1987.)
- Daydream Nation (1988.)
- Goo (1990.)
- Dirty (1992.)
- Experimental Jet Set, Trash & No Star (1994.)
- Washing Machine (1995.)
- Live in Holland 12/27/83 (1995.)
- A Thousand Leaves (1998.)
- Goodbye 20th Century (1999.)
- NYC Ghosts & Flowers (2000.)
- SYR 5 (2000.)
- SYR 6 (2002.)
- Murray Street (2002.)
- Dirty Deluxe Edition (2003.)
- Live at the Royal Albert Hall (2003.)
- Sonic Nurse (2004.)
- Rather Ripped (2006.)
- The Eternal (2009.)

### Kompilacije
- Sonic Death: Early Sonic 1981-1983 live (1984.)
- Bad Moon Rising/Flower (1987.)
- Confusion Is Sex/Kill Yr. Idols (1995.)
- Screaming Fields of Sonic Love (1995.)
- Hold That Tiger live (1997.)
- The Destroyed Room (2006.)
- Hits Are for Squares (2008.)

### Singlovi-Maksi singlovi
- Sonic Youth EP (1982.)
- Kill Yr. Idols EP (1983.)
- Flower (1985.)
- Death Valley '69 EP (1985.)
- Starpower (1986.)
- Master Dik EP (1987.)
- Mini Plot (1989.)
- Touch Me I'm Sick/Halloween (1989.)
- 4 Tunna Brix EP (1990.)
- Dirty Boots EP (1991.)
- 100% EP (1992.)
- Disappearer EP (1992.)
- Sugar Kane EP (1993.)
- TV Shit EP (1993.)
- SYR 1 EP (1997.)
- SYR 2 EP (1997.)
- SYR 3 EP (1998.)
- Silver Session for Jason Knuth EP (1998.)
- In the Fishtank 9 (2002.)
- Kali Yug Express (2002.)
- Sensational Fix (2009.)

## Vanjske poveznice
- Službena stranica